# Eubazus atricornis
Eubazus atricornis är en stekelart som först beskrevs av William Harris Ashmead 1889.  Eubazus atricornis ingår i släktet Eubazus och familjen bracksteklar. Arten är reproducerande i Sverige. Inga underarter finns listade i Catalogue of Life.